# Melica glabrescens
Melica glabrescens là một loài thực vật có hoa trong họ Hòa thảo. Loài này được (Torres) Torres mô tả khoa học đầu tiên năm 1980.